# FIA Formula Two Championship

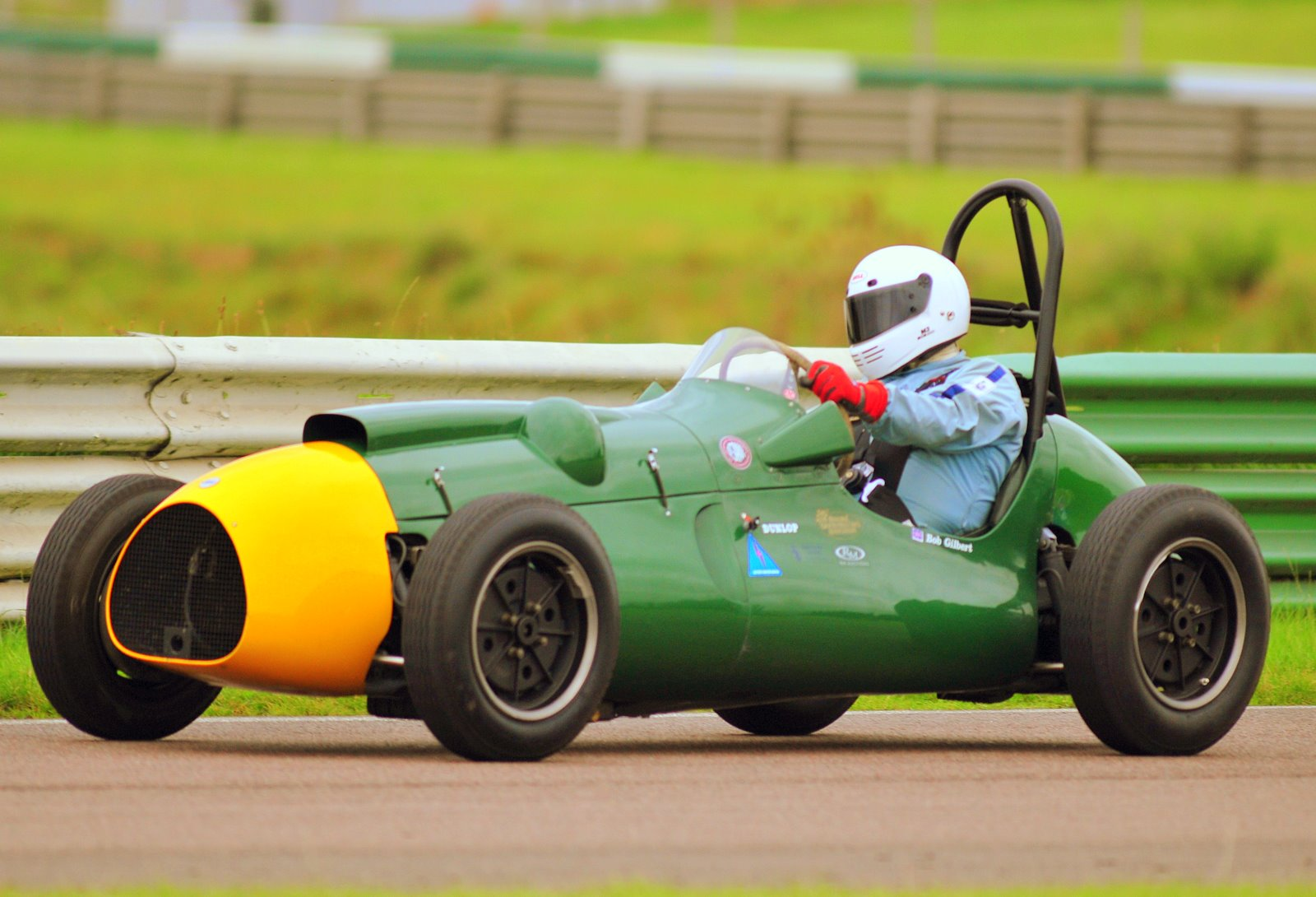
Cooper Bristol Mk II 1953

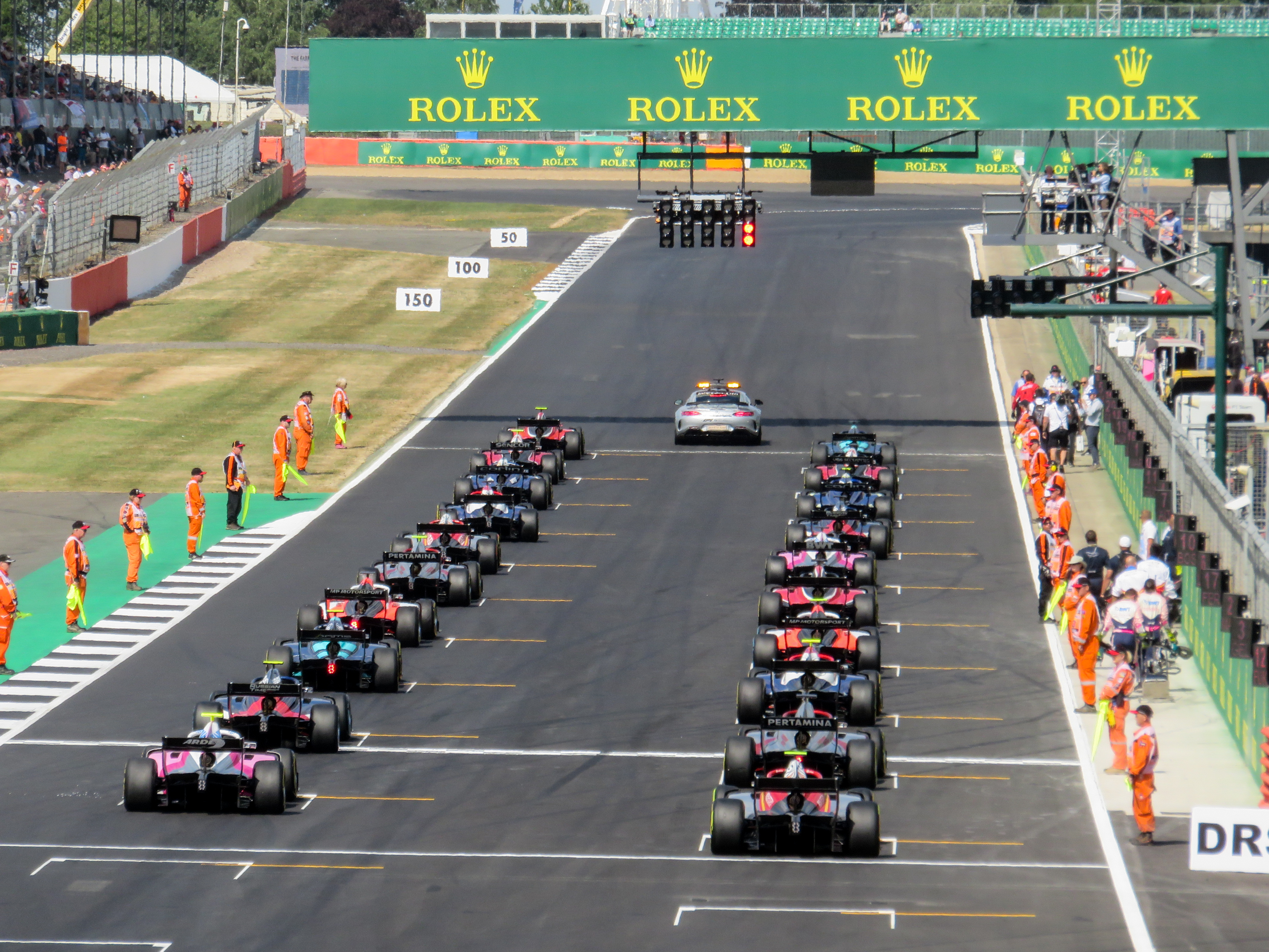
2018 FIA Formula 2 Championship, Silverstone Circuit (43025503924)

Formel 2, FIA Formula Two Championship, förkortat F2 (engelska: Formula Two) är en formelbilsklass strax under racingens huvudklass formel 1. Formel 2 är tävlingar på asfalterade banor med ensitsiga formelbilar och i övrigt konstruerade enligt FIA:s bestämmelser. Varje tävling benämns Grand Prix, GP, där förare och konstruktörer kan vinna poäng i de båda klasserna, som sedan summeras för att avgöra vinnare för respektive säsongs FIA Formula Two World Championship.
Det första loppet som benämndes "Formel 2" var år 1967 på Vallelunga Circuit i Italien. Formel 2 har tidigare haft olika benämningar varav den senaste uppstod 2017 efter en ommärkning av GP2. Formel 2 utformades att vara billigare än formel 1 samt agera som ett övningsfält för förarna innan de avancerar till formel 1. Enligt reglementet måste alla bilar använda samma chassi, motor och däck för att det ska vara så jämlikt som möjligt för alla förare. Formel 2 arrangeras oftast på europeiska banor men har haft lopp utanför Europa, varav det senaste i Bahrain 2017.

## Historia
Redan under mellankrigstidens Grand prix-racing tävlades i mindre klasser, kallade voituretter, avsedda för tillverkare och racingstall som inte hade resurser att ta fram och driva fullstora Grand Prix-bilar. Efter andra världskriget var behovet av en mindre kostsam instegsklass än mer uppenbar och internationella bilsportförbundet FIA delade upp Grand Prix-racingen i två klasser: formel A som från och med 1950 skulle kallas formel 1, samt den mindre formel B som då blev formel 2.

### 1948–1953
Reglementet för formel 2 släpptes 1948 och tävlingar kom igång samma år. Formel 2-bilarna använde tvåliters sugmotorer. Även överladdade motorer på 500 cm³ var tillåtna men användes ytterst sällan.
Den krassa efterkrigsekonomin gjorde att tidens formelbilstillverkare fokuserade på den mindre klassen och under säsongerna 1952 och 1953 kördes -världsmästerskapet med formel 2-bilar.

### 1957–1966
Intresset för formel 2 minskade betydligt i samband med att formel 1 införde 2,5-litersmotorer till 1954. Äldre F2:or fick större motorer eller tävlade vidare tillsammans med de större F1-bilarna. Först 1957 kom ett nytt reglemente för formel 2 med 1,5-litersmotorer. Cooper och Porsche visade på framtiden med sina mittmotorbilar och 1958 vann Stirling Moss Argentinas Grand Prix med en Cooper F2:a.
I slutet av 1950-talet fick formel 2 konkurrens från den mindre Formel Junior och när formel 1 gick över till 1,5-litersmotorer 1961 försvann F2 helt.
Formel 2 kom tillbaka 1964 med enlitersmotorer. Det var samma motorstorlek som formel 3, men där F3 körde med trimmade personbilsmotorer använde F2 specialbyggda racingmotorer.

### 1967-1984
1967 infördes ett nytt reglemente med motorer på 1600 cm³ och max sex cylindrar, baserade på vanliga produktionsmotorer. Samtidigt införde FIA ett europamästerskap för formel 2. F2 hade tidigare setts som ett steg på vägen mot formel 1 men nu kämpade även F1-förarna om EM-titeln.
1972 ökades motorstorleken till två liter och från 1976 tilläts även specialbyggda racingmotorer.

### 2017
Säsongen 2017 bestod av 11 ronder, varav 10 av dem följde Formel 1-VM 2017 kalender och ett lopp var självständigt vid Circuito de Jerez. Säsongen började vid Bahrain International Circuit den 15 april och slutade vid Yas Marina Circuit den 26 november. Nybörjaren och GP-3 segraren Charles Leclerc vinner säsongen som förare för Prema Racing. Sergej Sirotkin avancerar till formel 1 med teamet Williams F1 och Charles Leclerc avancerar till formel 1 med teamet Sauber.

### 2018
Säsongen 2018 bestod av tolv ronder, alla av dem följde Formel 1-VM 2018 kalender. Säsongen började vid Bahrain den 7 april och slutade i Abu Dhabi den 25 november. Nytt i denna säsong var den nya Dallara F2 2018 bilen samt den nya Mecachrome 3,4 liter V6 turbo motorn med en enda stor turbo och en dubbel wastegate. Bilen introducerades även med en halo för att skydda förarna vid en eventuell krasch, något som även F1 bilarna såg för första gången.
Vinnaren av säsongen var GP-3 segraren George Russell som körde för ART Grand Prix. Carlinföraren Lando Norris placerade på en andraplats och DAMS-föraren Alexander Albon på en tredjeplats. Alla tre förarna avancerade till formel 1 med Russel, Norris och Albon som förare för Williams, McLaren och Toro Rosso respektive.

### 2019
Russian Time lämnar Formel 2 efter att ha blivit sålt och bytt namn till UNI-Virtuosi Racing.
Den 31 augusti 2019 i det andra varvet i feature race vid Circuit de Spa-Francorchamps inträffar en höghastighetsolycka med Anthoine Hubert, Juan Manuel Correa och Giuliano Alesi. Hubert och Correa fördes till banans vårdcentral där Hubert avled som följd av sina skador. Correas skador tvingade honom att missa resten av säsongen och Alesi tog sig ur kraschen utan skador. Loppet avbröts och sprint race dagen efter stoppades. Belgiens Grand Prix 2019 i formel 1 dedikerade en tyst minut för att hedra Hubert.
Föraren Nyck de Vries vinner säsongen vilket blir hans tredje säsong i formel 2. Nicholas Latifi placerar sig på en andraplats och är den enda föraren att avancera till formel 1 denna säsong. Latifi kör för Williams F1. Segraren de Vries lämnar formel 2 och kör idag för Mercedes-Benz i Formel E.

### 2020
Säsongen var menad att starta den 21 mars i Bahrain men stoppades på grund av Covid-19-pandemin. Säsongen började vid Red Bull Ring den 4 juli.

## Racehelg
På fredagen har förarna en 45 minuters free practice, det vill säga, en session då de kan öva och ett kval som varar i 30 minuter.
Under lördagens feature race måste alla förare göra minst ett pitstop och använda minst ett set av olika sorters torrväders däck.
Under söndagens sprint race arrangeras startplatserna omvänt enligt lördagens topp-8 resultat. Så föraren som slutade på åttonde plats på lördagen kommer att starta på pole position och vinnaren kommer att starta från åttonde plats.
De enda undantagen när det gäller omvända startplatserna är loppen i Monaco och Budapest.

### Poängsystem
| 1a | 2a | 3a | 4a | 5a | 6a | 7a | 8a | 9a | 10a |
| -- | -- | -- | -- | -- | -- | -- | -- | -- | --- |
| 25 | 18 | 15 | 12 | 10 | 8  | 6  | 4  | 2  | 1   |

Föraren som kvalar till pole position vid feature race kommer att tilldelas ytterligare 4 poäng.
Föraren som sätter snabbaste varvet tilldelas 2 poäng. För att kvalificera sig för snabbaste varv poängen måste föraren köra minst 90 procent av loppets totala varv och måste placera sig i topp-10.

De förare som placerar sig i topp-8 tilldelas poäng enligt följande:
| 1a | 2a | 3a | 4a | 5a | 6a | 7a | 8a |
| -- | -- | -- | -- | -- | -- | -- | -- |
| 15 | 12 | 10 | 8  | 6  | 4  | 2  | 1  |

Föraren med det snabbaste varvet i sprint race tilldelas också 4 poäng.
Det högsta antalet poäng en förare kan tilldelas vid en given rond är 48.

## Mästare och priser

### Förare
| Säsong | Förare            | Team           | Poles | Vinster | Podium | Snabbaste varv | Poäng | Avgjort       | Marginal |
| ------ | ----------------- | -------------- | ----- | ------- | ------ | -------------- | ----- | ------------- | -------- |
| 2017   | Charles Leclerc   | Prema Racing   | 8     | 7       | 10     | 4              | 282   | Lopp 19 av 22 | 72       |
| 2018   | George Russell    | ART Grand Prix | 5     | 7       | 11     | 6              | 287   | Lopp 23 av 24 | 68       |
| 2019   | Nyck de Vries     | ART Grand Prix | 5     | 4       | 12     | 3              | 266   | Lopp 21 av 24 | 52       |
| 2020   | Mick Schumacher   | Prema Racing   | 0     | 2       | 10     | 2              | 215   | Lopp 24 av 24 | 14       |
| 2021   | Oscar Piastri     | Prema Racing   | 5     | 6       | 11     | 6              | 252.5 | Lopp 21 av 23 | 60.5     |
| 2022   | Felipe Drugovich  | MP Motorsport  | 4     | 5       | 11     | 4              | 265   | Lopp 25 av 28 | 101      |
| 2023   | Théo Pourchaire   | ART Grand Prix | 2     | 1       | 10     | 4              | 203   | Lopp 25 av 25 | 11       |
| 2024   | Gabriel Bortoleto | Invicta Racing | 2     | 2       | 8      | 2              | 214.5 | Lopp 28 av 28 | 22.5     |

### Teams
| Säsong | Team           | Poles | Vinster | Podium | Snabbaste varv | Poäng | Avgjort       | Marginal |
| ------ | -------------- | ----- | ------- | ------ | -------------- | ----- | ------------- | -------- |
| 2017   | Russian Time   | 1     | 6       | 14     | 6              | 395   | Lopp 22 av 22 | 15       |
| 2018   | Carlin         | 2     | 1       | 17     | 2              | 383   | Lopp 23 av 24 | 33       |
| 2019   | DAMS           | 2     | 6       | 16     | 7              | 418   | Lopp 23 av 24 | 72       |
| 2020   | Prema Racing   | 0     | 6       | 15     | 3              | 392   | Lopp 23 av 24 | 37.5     |
| 2021   | Prema Racing   | 5     | 8       | 19     | 9              | 444.5 | Lopp 20 av 23 | 156.5    |
| 2022   | MP Motorsport  | 4     | 5       | 12     | 5              | 305   | Lopp 28 av 28 | 8        |
| 2023   | ART Grand Prix | 5     | 2       | 19     | 8              | 353   | Lopp 25 av 25 | 31       |
| 2024   | Invicta Racing | 3     | 3       | 13     | 3              | 288.5 | Lopp 28 av 28 | 34.5     |

### Anthoine Hubert Award
Vid prisceremonin i Monaco 2019 introducerades Anthoine Hubert Award, namngivet efter föraren Anthoine Hubert som avled under Formel 2 Belgiska Grand Prix 2019. Priset tilldelas den högst placerade föraren utan någon tidigare Formel 2 erfarenhet.
| Säsong | Förare            | Team                | Poles | Vinster | Podium | Snabbaste varv | Poäng | Position |
| ------ | ----------------- | ------------------- | ----- | ------- | ------ | -------------- | ----- | -------- |
| 2019   | Zhou Guanyu       | UNI-Virtuosi Racing | 1     | 0       | 5      | 2              | 140   | 7:e      |
| 2020   | Yuki Tsunoda      | Carlin              | 4     | 3       | 7      | 1              | 200   | 3:e      |
| 2021   | Oscar Piastri     | Prema Racing        | 5     | 6       | 11     | 6              | 252.5 | 1:a      |
| 2022   | Ayumu Iwasa       | DAMS                | 2     | 2       | 6      | 1              | 141   | 5:e      |
| 2023   | Victor Martins    | ART Grand Prix      | 3     | 1       | 9      | 6              | 150   | 5:e      |
| 2024   | Gabriel Bortoleto | Invicta Racing      | 2     | 2       | 8      | 2              | 214.5 | 1:a      |

## Förare som avancerat till Formel 1
| Förare            | Formel 2  | Formel 2 | Formel 2 | Formel 2 | Formel 1             | Formel 1     | Formel 1 | Formel 1 | Formel 1 | Formel 1 | Senaste lopp       |
| Förare            | Säsonger  | Lopp     | Vinster  | Podium   | Säsonger             | Första team  | Lopp     | Vinster  | Poles    | Podium   | Senaste lopp       |
| ----------------- | --------- | -------- | -------- | -------- | -------------------- | ------------ | -------- | -------- | -------- | -------- | ------------------ |
| Charles Leclerc   | 2017      | 22       | 7        | 9        | 2018–2025            | Sauber       | 158      | 8        | 43       | 47       | Belgien 2025       |
| Sergej Sirotkin   | 2017      | 2        | 0        | 0        | 2018                 | Williams     | 21       | 0        | 0        | 0        | Abu Dhabi 2018     |
| Alexander Albon   | 2017–2018 | 44       | 4        | 10       | 2019–2020, 2022-2025 | Toro Rosso   | 115      | 0        | 0        | 2        | Belgien 2025       |
| Lando Norris      | 2017–2018 | 26       | 1        | 9        | 2019–2025            | McLaren      | 139      | 7        | 0        | 35       | Belgien 2025       |
| George Russell    | 2018      | 24       | 7        | 11       | 2019–2025            | Williams     | 139      | 4        | 1        | 20       | Belgien 2025       |
| Nicholas Latifi   | 2017–2019 | 67       | 6        | 20       | 2020-2022            | Williams     | 61       | 0        | 0        | 0        | Abu Dhabi 2022     |
| Jack Aitken       | 2018–2020 | 70       | 4        | 11       | 2020                 | Williams     | 1        | 0        | 0        | 0        | Sakhir 2020        |
| Yuki Tsunoda      | 2020      | 24       | 3        | 7        | 2021-2025            | Alpha Tauri  | 98       | 0        | 0        | 0        | Belgien 2025       |
| Mick Schumacher   | 2019–2020 | 46       | 3        | 11       | 2021-2022            | Haas F1 Team | 43       | 0        | 0        | 0        | Abu Dhabi 2022     |
| Nikita Mazepin    | 2019–2020 | 46       | 2        | 6        | 2021                 | Haas F1 Team | 21       | 0        | 0        | 0        | Abu Dhabi 2021     |
| Zhou Guanyu       | 2019–2021 | 68       | 5        | 20       | 2022-2024            | Alfa Romeo   | 68       | 0        | 0        | 0        | Abu Dhabi 2024     |
| Oscar Piastri     | 2021      | 23       | 6        | 11       | 2023-2025            | McLaren      | 57       | 7        | 0        | 19       | Belgien 2025       |
| Logan Sargeant    | 2021-2022 | 31       | 2        | 4        | 2023-2024            | Williams     | 36       | 0        | 0        | 0        | Nederländerna 2024 |
| Liam Lawson       | 2021-2022 | 51       | 5        | 13       | 2023-2025            | Alpha Tauri  | 22       | 0        | 0        | 0        | Belgien 2025       |
| Oliver Bearman    | 2023-2024 | 50       | 7        | 9        | 2024-2025            | Ferrari      | 14       | 0        | 0        | 0        | Belgien 2025       |
| Franco Colapinto  | 2023–2024 | 22       | 1        | 3        | 2024–2025            | Williams     | 14       | 0        | 0        | 0        | Belgien 2025       |
| Jack Doohan       | 2021–2023 | 59       | 6        | 11       | 2024–2025            | Alpine       | 7        | 0        | 0        | 0        | Miami 2025         |
| Gabriel Bortoleto | 2024      | 28       | 2        | 8        | 2025                 | Sauber       | 11       | 0        | 0        | 0        | Belgien 2025       |
| Isack Hadjar      | 2023–2024 | 54       | 5        | 10       | 2025                 | Racing Bulls | 10       | 0        | 0        | 0        | Belgien 2025       |
| Kimi Antonelli    | 2024      | 26       | 2        | 3        | 2025                 | Mercedes     | 11       | 0        | 1        | 1        | Belgien 2025       |

- Guld betyder att föraren är en F2-mästare.
- Fetstil betyder att föraren är aktiv inom F1.

## Sändningsrättigheter
Sändningsrättigheterna erhålls av Formula One Management som också erhåller rättigheterna till formel 1. Sky Sports F1 visar alla lopp i Storbritannien. I Sverige sänder Viaplay formel 1 och formel 2 via sin kanal V sport motor. I USA sänder ESPN både F1 och F2.